# 笔记小说
笔记小说是一种筆記式的短篇故事，特点即是篇幅短小、內容繁雜。筆記小說於魏晉時期開始出現，學界一般均依魯迅的觀點概分為「志人小說」和「志怪小說」兩種主要類型。收於《四庫全書》子部。
筆記小說基本上受到史書體例的影響，多標榜其記事之確實，以史家的態度書寫筆記，所以並非有意識的小說創作。而在藝術表現上，其故事情節多為直線發展的筆記體，缺乏人物形貌與心理的描寫，也沒有特別鋪張情節的發展。基於以上理由，再加上作者欠缺創作的自覺意識，所以不能算是真正的、成熟的小說，頂多算是唐傳奇的前身。

## 興起原因
魏晉南北朝政治黑暗，社會動蕩，佛道兩教盛行，求仙煉丹成為社會風尚，於是產生了很多談神仙鬼怪、報應、隱士異人的小說；再加上秦漢舊有的傳說，遂形成雜談怪異的「志怪小說」。
魯迅在其《中國小說史略》中認為是中國本就信巫，後來又經過秦漢神仙之說的流行和小乘佛教的傳入而使此風大盛。但漢魏之後流行的「雜傳」也有所影響。魏晉士大夫崇尚清談，喜歡品評人物，於是有人便把一些名人的言行軼事匯編成軼事小說，或稱「志人小說」。

## 分類

### 志怪小說
志怪小說的題材多為非現實的故事，所述都離不開神仙鬼怪，帶有濃厚的浪漫主義的神異色彩。在所有的志怪小說中，又有著宣傳神怪的宗教小說和進步的民間傳說的不同。前者大力渲染神鬼怪異的靈驗，後者則以幻想的形式來表現人民反抗強暴的意志和嚮往幸福生活的美好願望。如《拾遺記》中的《怨碑》就表達了人民對統治者罪惡的抗議，而《幽明錄》中的《劉晨阮肇》則表現了人民對美好生活的嚮往。這些非現實的志怪故事，實質上都帶有很濃的現實的人間氣味。作者就是用那些非現實的情節和美麗的幻想來表達人民的愛憎和願望的。如托名曹丕的《列異傳》、干寶《搜神記》、劉義慶《幽明錄》、王嘉《拾遺記》、托名陶淵明的《搜神後記》、吳均《續齊諧記》、吳承恩 《西遊記》、王琰《冥祥記》、顏之推《冤魂志》等。也有廣搜地理博物的瑣聞，如張華《博物志》、郭憲《漢武洞冥記》、託名東方朔的《神異經》、《十洲記》等等。

### 志人小說
志人小說或稱「軼事小說」，在真人真事的基礎上選取生活片斷來表現人物，如劉義慶《世說新語》、裴啟《語林》、郭澄之《郭子》、沈約《小說》、邯鄲淳《笑林》、楊松玢《解頤》、侯白《啟顏錄》、列禦寇《列子》等。
「志人」一詞是魯迅在《中國小說的歷史變遷》中首次提出，用以和「志怪」相對，並廣為學界接受使用。此類小說在魏晉時主要是以記述歷史上真實人物的逸事與瑣言為主，故在某種程度上可以被當作史料所引用。

## 六朝筆記小說的影響
六朝小說開導筆記小說的先路。志怪小說，為後世神仙鬼怪類的筆記小說開闢了道路，如宋徐鉉的《稽神錄》、吳椒的《江淮異人傳》、《京本通俗小說》中的「西山一窟鬼」、「志誠張總管」、明崔佑的《剪燈新話》、清紀昀的《閱微草堂筆記》、蒲松齡的《聊齋志異》。
志人小說則成為筆記小說的重要流派，如《世說新語》啟導了唐王方慶的《續世說新書》、唐王讜的《唐語林》，明何良俊的《何氏語林》、馮夢龍的《古今譚概》、清王卓的《今世說》、梁維樞的《玉劍尊聞》等；《笑林》則啟導了元托名蘇軾的《艾子雜說》等。
六朝筆記小說也影響後世一般文學的創作。志怪小說的創作方法和表現技巧，足為後世同類文學創作的借鏡。創作方法方面，能結合現實與想像；表現技巧方面，則能刻劃人物性格、描摹細節，安排曲折結構。最明顯的莫如唐代的傳奇，如《古鏡記》、《補江總白猿傳》、《枕中記》、《南柯太守傳》、《離魂記》、《柳毅傳》等，都深受魏晉南北朝志怪小說的影響。
不論志怪或志人的小說，都為後世的文學作品提供了題材或情節。小說方面，例子有明《兩窗欹枕集》的「董永遇仙傳」、《古今小說》的「范巨卿雞黍死生交」、《三國演義》內左慈和華佗等人的故事、清《聊齋志異》的「阿繡」和「勞山道士」、近人魯迅《故事新編》的「鑄劍」。
至於戲劇方面，如元關漢卿的《竇娥冤》、京戲《童女斬蛇》、《擊鼓罵曹》、《除三害》、地方戲《天仙記》、《相思樹》等。
六朝筆記小說為後世各類有關魏晉南北朝的研究，於社會狀況、風俗民情、思想潮流、宗教信仰、傳說軼聞、以及地理物產、語言文字等，提無參考資料，如唐人修《晉書》，多取材於《世說新語》；酈道元撰《水經注》、范曄編《後漢書》，曾採錄《博物志》和《搜神記》的內容。
軼事小說內的文人故事，常被引用作為典故。筆記小說並創造優美的文學語言，如成語和警句，豐富中文的詞彙。筆記小說以平凡細節刻劃人物性格，從而顯示作品主題的表現方法；以光明結局寄托堅強信念、不屈精神的手法，都影響後世。

### 引用
1. 1 2 3 4  王國瓔. . 台北市: 聯經出版社. 2006年9月. ISBN 978-957-08-3057-6.